# David Brewster
David Brewster (Jedburgh, 11. prosinca 1781. – Allerby, 10. veljače 1868.), škotski fizičar. Istraživao refrakciju (lom svjetlosti) i polarizaciju svjetlosti. Našao je pravilo prema kojemu je lomljena zraka potpuno linearno polarizirana ako svjetlost pada na ravnu plohu pod takvim kutom (Brewsterov kut) da su reflektirana i lomljena zraka okomite. Upadni kut α zrake svjetlosti je Brewsterov kut ako je: 
{\displaystyle \tan \alpha ={\frac {n_{2}}{n_{1}}}}
gdje su: n1 i n2 - indeksi loma sredstava. Na primjer Brewsterov kut za zrak–staklo približno je 56°.
Brewster je izumio kaleidoskop (1817.) i usavršio stereoskop (1839.). Član Kraljevskog društva (eng. Royal Society) od 1815. i Kraljevske švedske akademije znanosti od 1821.

## Brewsterov zakon
D. Brewster je ispitivanjem dokazao da od nepolariziranog vala svjetlosti refleksijom na prozirnom sredstvu nastaje polarizirani val samo onda, kad je kut između reflektirane (polarizirane) i lomljene zrake pravi kut, to jest kada je:
{\displaystyle \alpha +\beta =90^{\circ }}
Budući da je indeks loma n:
{\displaystyle n={\frac {\sin \alpha }{\sin \beta }}}
a iz prvog izraza izlazi:
{\displaystyle \beta =90^{\circ }-\alpha }
to je:
{\displaystyle n={\frac {\sin \alpha }{\sin(90^{\circ }-\alpha )}}={\frac {\sin \alpha }{\cos \alpha }}}
pa je:
{\displaystyle n=\tan \alpha }
Prema tome Brewsterov zakon glasi: Ako je tangens kuta upadanja nepolarizirane zrake na neko prozirno sredstvo jednak indeksu loma toga sredstva, onda je reflektirana zraka potpuno (totalno) polarizirana.
Kako je indeks loma stakla n = 1,53 to iz jednadžbe n = tg α izlazi da je kut totalne polarizacije za staklo α ≈ 57°. Reflektirana svjetlost je polarizirana i kod drugih upadnih kutova, ali samo djelomično. Refleksijom na vodi nastaje potpuna polarizacija kada je tg α = 4/3, odnosno α ≈ 53°. Kut upadanja α, za koji je odbijena (reflektirana) zraka potpuno (totalno) polarizirana zove se kut potpune polarizacije. Titranje u polariziranoj zraci, koja se odbije refleksijom nepolarizirane svjetlosti je okomito na ravninu upadanja.

## Kaleidoskop
Kaleidoskop (eng. kaleidoscope, od kalo- + grč. εἶδος: slika + -skop) optička je naprava, cijev duž koje su postavljena najčešće tri pravokutna zrcala, međusobno nagnuta pod oštrim kutom, obično od 60° ili 72°. Na jednoj je strani cijevi otvor za promatračevo oko, a na drugoj prozirna komorica u kojoj se nalaze šarena stakalca ili neki drugi sitni pomični predmeti. Kako cijev se vrti (rotira), sitni predmeti na njezinu kraju mijenjaju položaje, a višestrukom refleksijom nastaje niz centralnosimetričnih figura, koje tvore vrlo lijepe slike. Izumio ga je i patentirao David Brewster 1817.